# Parapionycha
Parapionycha is een geslacht van kevers uit de familie van de loopkevers (Carabidae). De wetenschappelijke naam van het geslacht is voor het eerst geldig gepubliceerd in 1929 door Liebke.

## Soorten
Het geslacht Parapionycha is monotypisch en omvat slechts de volgende soort:
- Parapionycha lizeri Liebke, 1929